# Kiss + Swallow
Kiss + Swallow è il primo album in studio del musicista britannico IAMX, pubblicato il 13 luglio 2004 dalla Recall.

## Tracce
Testi e musiche di Chris Corner, eccetto dove indicato.
1. I AM X – 0:17
2. Kiss and Swallow – 5:15
3. Sailor – 5:12
4. Naked but Safe – 5:23 (testo: Ian Pickering, Chris Corner)
5. Simple Girl – 4:41
6. Mercy – 6:02
7. Your Joy Is My Low – 5:20
8. I Like Pretending – 5:16
9. You Stick It in Me – 4:19 (testo: Chris Corner, Sue Denim)
10. Skin Vision – 5:11
11. Missile – 3:35 (testo: Chris Corner, Ian Pickering)
12. White Suburb Impressionism – 5:05 (Ian Pickering, Chris Corner)
13. Heatwave – 5:11

## Formazione
Hanno partecipato alle registrazioni, secondo le note di copertina:
- Chris Corner – voce, strumentazione, produzione, missaggio
- Sue Denim – voce
- Audrey Morse – violino (traccia 7)